# Płoszczyna
Płoszczyna est une localité polonaise de la gmina de Jeżów Sudecki, située dans le powiat de Jelenia Góra en voïvodie de Basse-Silésie.

## Histoire
De 1816 à 1945, Flachenseiffen fait partie de l'arrondissement de Löwenberg-en-Silésie dans le district de Liegnitz au sein de la province de Silésie.